# São José do Norte
São José do Norte là một đô thị thuộc bang Rio Grande do Sul, Brasil. Đô thị này có diện tích 1117,873 km², dân số năm 2007 là 24905 người, mật độ 22,28 người/km².